# SpaceX Starship
Starship är SpaceX nästa generation raket och är planerad att vara helt återanvändbar. Den är grunden i SpaceX vision om att människor ska kunna resa till Mars. Raketen Starship består av två delar, den nedre delen (första steget) kallas Super Heavy och den övre (andra steget) kallas Starship. Hela Starship är cirka 123 meter hög och drivs av 39 stycken Raptor-motorer varav 33 används för Super Heavy medan övriga sitter monterade på Starship. Starship kommer att ha en lastkapacitet på över 100 ton. SpaceX har valt metan som bränsle, då det på grund av högre kokpunkt är lättare att hantera i flytande form än väte och lättare att hålla inneslutet vilket ger mindre förluster av bränsle genom läckage. Metan har även fördelen att det kan skapas på Mars genom en elektrolys av koldioxid och vatten som ger metan.

## Utveckling

### Lanseringar av planer för Starship
- I september 2016 visade SpaceX upp planer på ITS (Interplanetary Transport System) för första gången. Raketen var 122 meter hög, 12 meter i diameter och med en lastkapacitet på 300 ton.
- I september 2017 visade SpaceX upp en reviderad plan på ITS, som då kallades BFR (Big Falcon Rocket). Raketen hade nu en höjd på 106 meter, en diameter på 9 meter och en lastkapacitet på 150 ton.
- I september 2018 visade SpaceX upp ännu en reviderad plan på BFR. Raketen hade en höjd på 118 meter, en diameter på 9 meter och en lastkapacitet på 100 ton.
- I september 2019 visade SpaceX upp ännu en reviderad plan på BFR[1], som fått namnet Starship.

### Testhopp av prototyper
- Den 25 juli 2019 flög SpaceX Starhopper till en höjd av 20 meter.
- Den 27 augusti flög SpaceX Starhopper till en höjd av 150 meter.Starhopper före flygning.

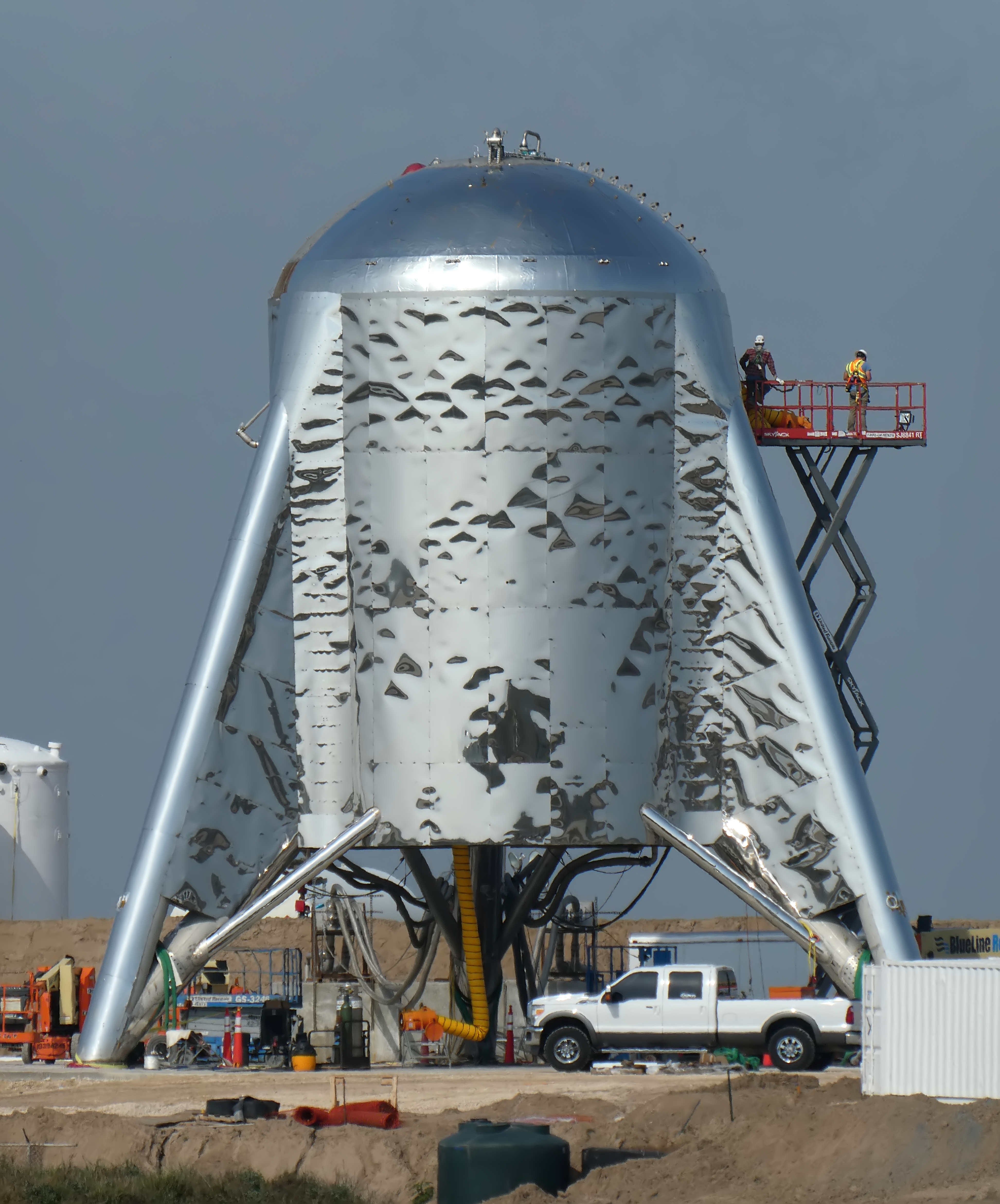
Starhopper före flygning.

- Den 4 augusti 2020 flög SpaceX SN5[2] till 150 meter.
- Den 3 september 2020 flög SpaceX SN6[3] till 150 meter.
- Den 9 december 2020 flög SpaceX[4] SN8 till 12,5 kilometer på en suborbital flygning. Detta var den första flygningen där alla vingar fanns med. Landningen misslyckades.
- Den 2 februari 2021 flög SpaceX[5] SN9 till 10 kilometer. Landningen misslyckades.Starship SN9 före flygning.

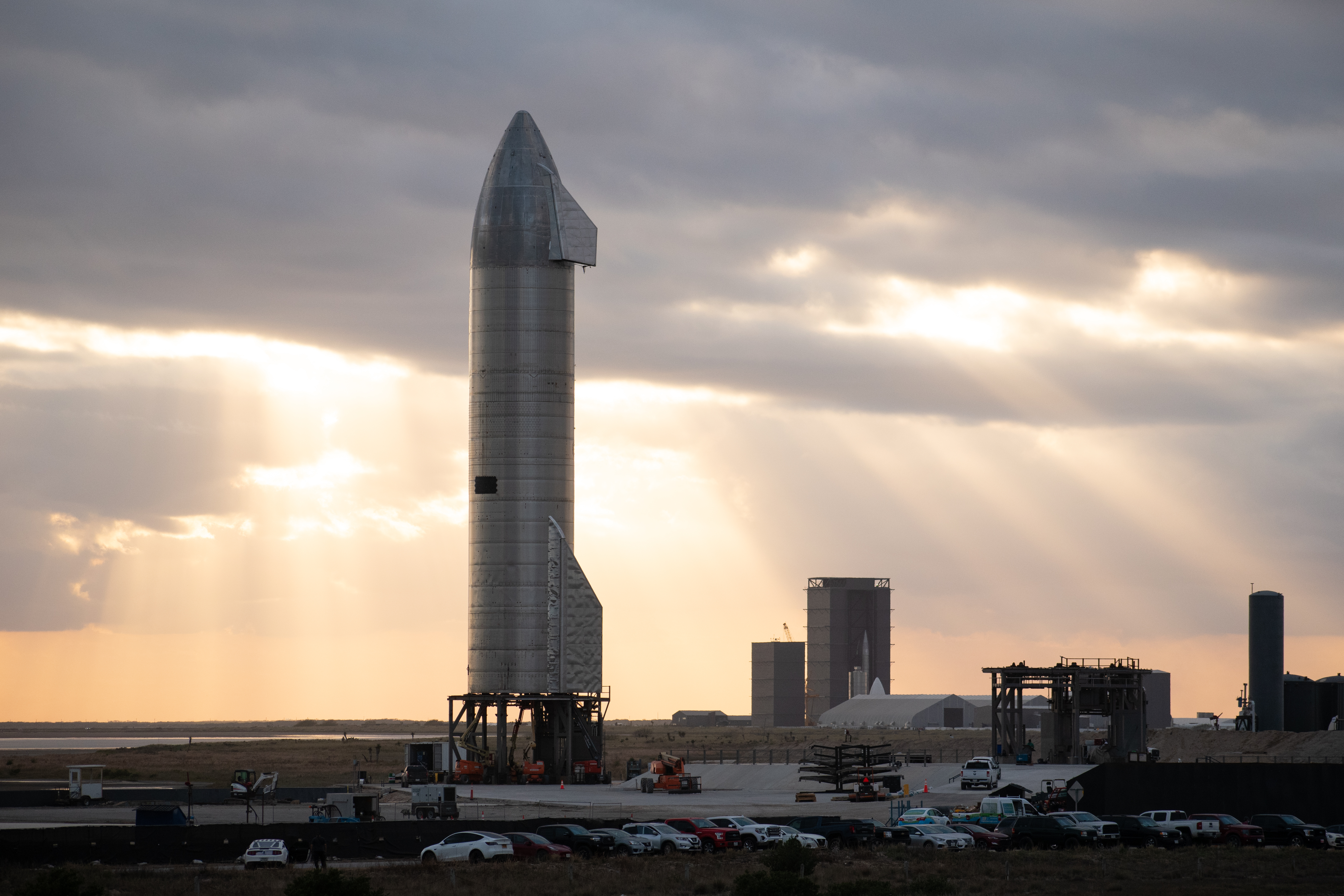
Starship SN9 före flygning.

- Den 3 mars 2021 flög SpaceX[6] SN10 till 10 kilometer.[7] Landningen lyckades delvis, ca 10 minuter efter landningen exploderade raketen.
- Den 30 mars 2021 flög SpaceX[8] SN11 till 10 kilometer. Landningen misslyckades.
- Den 5 maj 2021 flög SpaceX[9] SN15 till 10 kilometer. Landningen lyckades.

### Testuppskjutningar
- Den 20 april 2023 flög SpaceX[10] den första integrerade uppskjutningen med Super Heavy och Starship. Flera motorer stängdes av på Super Heavy och raketen nådde som högst 39 kilometer.
- Den 18 november 2023 flög SpaceX[11] den andra uppskjutningen med båda stegen. Själva uppskjutningen av första steget och separationen mellan de två stegen gick lyckat. Super Heavy exploderade ungefär 30 sekunder efter separationen. Starships (övre stegets) motorer stängdes av oväntat ungefär 30 sekunder innan de skulle och steget exploderade.
- Den 14 mars 2024 flög SpaceX den tredje uppskjutningen med båda stegen. Landningen av Super Heavy misslyckades. Starship nådde dess bana till Indiska Oceanien men förlorade kontrollen och förlorades därmed under atmosfärisk återinträde.[12]
- Den 6 juni 2024 flög SpaceX den fjärde uppskjutningen av Starship. En motor på första steget stängdes av kort efter uppskjutningen. En annan Raptor återstartade ej för landningen i Mexikanska Golfen men landningen lyckades. Starship behöll kontrollen och överlevde atmosfärisk återinträde och landade, dock 6 kilometer från planerat[13] med stor skada till ena "vingen".[14]
- Den 13 oktober 2024 flög SpaceX den femte uppskjutningen lyckat. Super Heavy "fångades" av armarna på Mechazilla tornet. Starship återinträde atmosfären och landade där planerad i Indiska Oceanien.[15]Femte uppskjutningen av Starship och första Super Heavy "fångsten"Super Heavy fångas av Mechazilla efter femte uppskjutningen

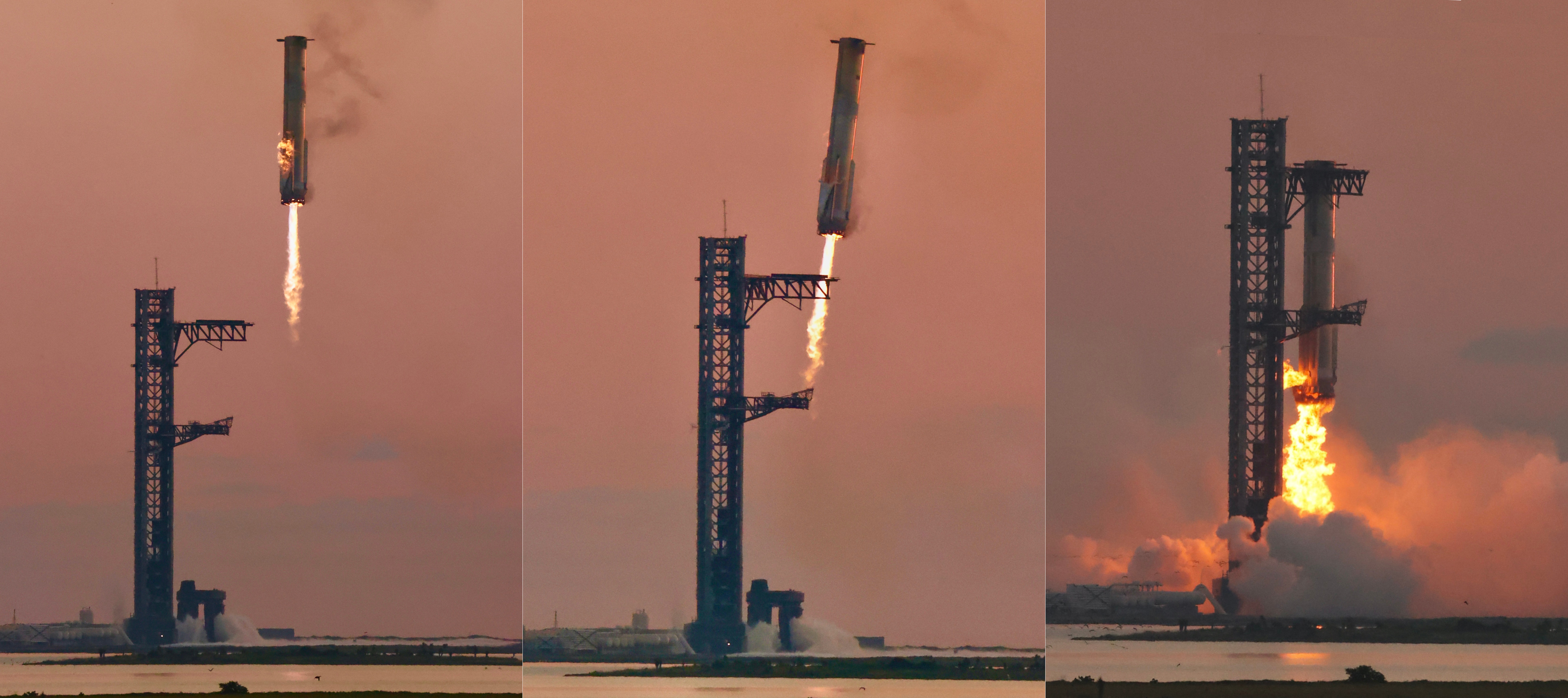
Super Heavy fångas av Mechazilla efter femte uppskjutningen

- Den 19 november 2024 flög SpaceX den sjätte uppskjutningen. Första steget landade lyckat i Mexikanska Golfen istället för att försöka "fångas" efter säkerhetskontroller upptäckte ett problem med Mechazilla. Starship återstartade en Raptor motor i viktlöshet för att demonstrera förmågan att lämna Jordens omloppsbana. Starship landade återigen lyckat i Indiska Oceanien.[16]
- Den 16 januari 2025 flög SpaceX den sjunde uppskjutningen av Starship. Detta var den första med en uppgraderad versionen av andra steget. Uppgraderingarna inkluderar en högre höjd utökad kapacitet för bränsle och flera omdesignande system.[17] En motor på första steget återstartade inte efter separationen från Starship men återstartade för Super Heavys landning där den "fångades" av Mechazilla. Flera motorer stängdes oväntat av på Starship och kontakten förlorades innan andra steget kunde nå dess planerade bana.[18]
- Den 6 mars 2025 flög SpaceX den åttonde uppskjutningen av Starship. Super Heavy hade två misslyckade återstarter av motorer efter separation från andra steget och en misslyckad återstart för dess lyckade landning ("fångst"). Innan Starship nådde sin bana till Indiska Oceanen stängdes flera motorer oväntat av. Andra steget tappade kontrollen och förlorades.[19]
- Den 27 maj 2025 flög SpaceX den nionde uppskjutningen av Starship. Första steget från den sjunde uppskjutningen återanvändes lyckat. SpaceX valde att utföra andra tester med Super Heavy och en landning över Mexikanska Golfen istället för att försöka fånga första steget igen. Kort efter motoråterstart för landning förlorades kontakten med första steget. Starship version 2 nådde för första gången sin planerade bana men förlorade kontrollen därefter och förlorades därför under atmosfärisk återinträde.[20]

## Design
| KomponentAttribut  | Starship (förstasteget + rymdfärjan) | Super Heavy (förstasteget) | Starship (andrasteget/rymdfärjan)           |
| ------------------ | ------------------------------------ | -------------------------- | ------------------------------------------- |
| LEO Nyttolast      | 100 000 kg                           |                            |                                             |
| Återvändanyttolast |                                      |                            | 50 000 kg                                   |
| Lastvolymen        | 1 088 m3                             | N/A                        | 1 100 m3 (trycksatt) 88 m3 (icke trycksatt) |
| Diameter           | 9 m                                  | 9 m                        | 9 m                                         |
| Längd              | 121 m                                | 71 m                       | 50 m                                        |
| Maximal vikt       | 5 000 000 kg                         | 3 530 000 kg               | 1 320 000 kg                                |
| Tomvikt            |                                      | 230 000 kg                 | 120 000 kg                                  |
| Motorer            |                                      | 33 x Raptor                | 6 x Raptor                                  |
| Kraft              |                                      | 72 MN                      | 10,8 MN totalt                              |
| Bränsle            | CH4/LOX                              | CH4/LOX 3 400 000 kg       | CH4/LOX 1 200 000 kg                        |

## Konkurrenter
Inom detta storleksspann på raketer finns flera konkurrenter till SpaceX. NASA utvecklar sitt Space Launch System (SLS) som också ska kunna föra människor till Mars. Även om man skulle kunna se NASAs SLS som en konkurrent så har NASA anlitat SpaceX för att bygga en månlandare baserad på Starship, Starship HLS, inom ramen för Artemisprogrammet.
Även Blue Origin konkurrerar med sin New Glenn-raket. Den bygger liksom Starship på återanvändbarhet.